# Regina Resnik
Regina Resnik (30 d'agost de 1922 - 8 d'agost de 2013) va ser una soprano i mezzosoprano nord-americana. Va començar com a soprano el 1942 cantant Lady Macbeth, després Santuzza i reemplaçant a Zinka Milanov a Il trovatore en el Metropolitan Opera.

## Síntesi biogràfica
Va afegir els personatges de Donna Elvira, Donna Anna, Fidelio, Sieglinde, Gutrune, Chrysothemis, Salome, Rosalinda, Eboli, Aida, Alice Ford, Tosca, Butterfly i Musetta. Va ser dirigida per Fritz Busch, Erich Kleiber, Otto Klemperer, Bruno Walter, George Szell, Fritz Reiner, William Steinberg i Erich Leinsdorf.
El 1953 mentre cantava Sieglinde en el Festival de Bayreuth, el director Clemens Krauss li va suggerir començar a cantar en la tessitura de mezzosoprano. Dos anys després feia història com a Amneris, Orlovsky, Marina, Ulrica, la nodrissa a Die Frau ohne Schatten i Mme. de Croissy a Dialogues des Carmélites.
Va cantar a La Scala, Paris Opera, Salzburg, Nàpols, Viena, Lisboa, Madrid, Buenos Aires, Múnic, Berlin, Brussel·les, Marsella, Stuttgart, Hamburg i Bayreuth.
La seva contribució més important va ser com a Dalila, Carmen, Mrs.Quickly a Falstaff i Klytamnestra de Elektra de Richard Strauss, quan es reunia amb Birgit Nilsson i Leonie Rysanek formaven un trio incomparable.
En retirar-se es va dedicar a la direcció escènica, l'ensenyament i a rols de caràcter en òpera i comèdies musicals. Va reaparèixer en l'escenari del Lincoln Center als 68 anys com a Madame Armfeldt a A Little Night Music de Stephen Sondheim.

## Joventut i educació
Regina Resnick va néixer al Bronx, Nova York, filla d'immigrants jueus ucraïnesos empobrits que acabaven d'arribar a Nova York. Resnik va deixar caure la "c" de "Resnick" a una edat primerenca. Als 10 anys es va oferir voluntària per cantar un solo en un concert a la seva escola local. Als 13 anys va prendre les seves primeres lliçons de Rosalie Miller, i poc després va guanyar 10 dòlars apareixent a "Major Bowes Amateur Hour" a la ràdio pública.
Estudiant dotada acadèmicament, Resnick es va saltar diversos graus escolars. Va assistir a la "Herman Ridder Junior High School" i després a la "James Monroe High School" al Bronx on va tenir la seva primera experiència actuant a l'escenari, cantant papers principals en produccions escolars d'operetes i actuant al "Glee Club" de la seva escola. Resnick va declarar que "Dec la meva consciència de tenir veu al sistema escolar de Nova York". Després de graduar-se a l'escola secundària el 1938, va estudiar cant amb Giuseppe Danise al "Hunter College", on va obtenir un B.A. en música el 1942.

## Carrera d'actuació
Resnik va debutar com a cantant professional als 22 anys el 27 d'octubre de 1942 donant un recital de cançons d'art a la "Brooklyn Academy of Music". Només dos mesos més tard va fer el seu debut a l'òpera professional amb la "New Opera Company" de Fritz Busch al "Broadway Theatre" de Manhattan com Lady Macbeth a Macbeth de Giuseppe Verdi amb Jess Walters en el paper principal. Al febrer i març de 1943 va cantar Leonore a Fidelio i Micaela a Carmen al Palau de Belles Arts de Ciutat de Mèxic amb Erich Kleiber. A la primavera de 1944 va retratar tant a Frasquita com a Micaela a Carmen de Georges Bizet a la primera temporada de l'Òpera de Nova York (NYCO) amb Dusolina Giannini en el paper principal. També va ser vista al NYCO aquella temporada com Santuzza a Cavalleria rusticana de Pietro Mascagni.
L'abril de 1944 Resnik va guanyar les "Auditions of the Air" de l'Opera Metropolitana, interpretant "Ernani, involami", i se li va oferir un contracte amb aquesta companyia per a la temporada 1944/45. El seu debut al Met va ser doblement dramàtic: amb un dia d'avís va substituir el 6 de desembre de 1944 a Zinka Milanov com a Leonora a Il trovatore, que va obtenir l'aclamació del públic, els crítics van assenyalar que tota la "virtuositat" vocal i la seva presència escènica com a una actriu va ser molt impressionant. Durant la dècada següent, va oferir vint heroïnes: Donna Elvira i Donna Anna (Don Giovanni), Fidelio, Sieglinde (Die Walküre), Gutrune (Götterdämmerung [El capvespre dels déus]), Chrysothemis (Elektra), Rosalinda i Eboli (Don Carlo), Aïda, Alice Ford. (Falstaff), Tosca, Madama Butterfly i Musetta (La bohème). Va ser la primera Ellen Orford del Met a Peter Grimes i va crear Delilah a l'estrena mundial de The Warrior de Bernard Rogers. Aleshores també va començar una llarga associació amb l'Òpera de San Francisco. Pel que fa a la veu, era una soprano dramàtica que convidava a comparar-se amb Rosa Ponselle. Durant aquests anys, la seva mestra va ser Rosalie Miller i la seva vida va començar amb els llegendaris directors Otto Klemperer, Bruno Walter, George Szell, Fritz Reiner, William Steinberg i Erich Leinsdorf.
El 1953, mentre cantava Sieglinde al "Bayreuth Festspielhaus", el director d'orquestra Clemens Krauss havia de pronosticar el seu futur, suggerint que la seva veu era en realitat una mezzosoprano. Malgrat el seu gran èxit com a soprano, es va adonar que tota la seva veu s'enfosquia constantment. El 1955 va començar un any de reestudi amb el famós baríton Giuseppe Danise. Els seus dos primers papers van ser Amneris a Aïda i Laura a La Gioconda. El 15 de febrer de 1956, va debutar com a mezzosoprano al Metropolitan en una interpretació brillant de Marina a Boris Godunov amb Dimitri Mitropoulos. L'octubre de 1957, va ser l'inici d'una llarga carrera a Londres a la Royal Opera House. El seu debut com a Carmen va ser un èxit i, amb el temps, va ser escoltat com Amneris (Aïda), Marina (Boris Godunov), Ulrica (Un ballo in maschera), la infermera a Die Frau ohne Schatten (La dona sense ombra) i la vella priora en Dialogues des Carmélites. A la producció Zeffirelli-Giulini de Falstaff, la seva Mistress Quickly es va convertir en el model d'aquest paper. Carmen, Klytemnestra (Elektra), Mistress Quickly i Pique Dame (Píkovaia dama [La reina d'espases]) es van convertir en les seves parts distintives.
De la premsa francesa: {{Cita<"La seva va ser la Carmen més hàbilment flexionada amb tots els matisos del paper i cada síl·laba del seu francès exposades d'una manera magistral. També va ser l'actuació més bella del paper. Des del punt de vista dramàtic, aquest era la Carmen ideal: ferotge, sensual, impredictible; mai banal, mai vulgar." Però amb Klitemnestra, Resnik va assolir el seu major repte: "una concepció dramàtica que és inoblidable i una destresa vocal sense límits".>}}Segurament, entre els records més feliços hi ha tres obres mestres còmiques: el seu Orlovsky a Die Fledermaus, la marquesa a La fille du régiment (amb Joan Sutherland i Luciano Pavarotti) i la seva Mistress Quickly al Bernstein–Zeffirelli Falstaff de 1964.
Cantant fluidament en sis idiomes, Resnik va creuar línies estilístiques del clàssic al romàntic, del wagnerià al modern. Amb el pas dels anys, Resnik va desenvolupar una xarxa constant d'espectacles internacionals: La Scala, La Fenice, l'Òpera de París (aclamada com a Carmen), Salzburg, Nàpols, Viena, Lisboa, Madrid, Buenos Aires, Múnic, Berlín, Brussel·les, Marsella, Stuttgart, Hamburg, Chicago, Edimburg, Santiago i un retorn a Bayreuth.
El Met, però, va seguir sent la seva base i entre els seus triomfs hi havia la nova Elektra (amb Birgit Nilsson i Leonie Rysanek) i Píkovaia dama. Fora del Met, va aparèixer en obres de Poulenc (un retrat inoblidable de la vella priora en Diàlegs de les Carmelites), Gian Carlo Menotti (The Medium), Gottfried von Einem (La visita de la vella dama), William Walton (The Bear), Kurt Weill. Aufstieg und Fall der Stadt Mahagonny (Aixecament i caiguda de la ciutat de Mahagonny), Benjamin Britten The Rape of Lucretia(La violació de Lucrècia, tant en cor femení com en Lucrècia) i Samuel Barber (la baronessa a Vanessa).
Va gravar tots els seus grans papers: Carmen dirigida per Thomas Schippers, Klytemnestra Georg Solti, Mistress Quickly Leonard Bernstein, Orlovsky Herbert von Karajan, "Pique Dame" Comtessa Mstislav Rostropovich i Sieglinde Clemens Kraus entre molts altres. Es va convertir en l'única cantant de la història de l'òpera que havia cantat tant la soprano com la mezzo en bona part del seu repertori. Als Estats Units i Canadà també va aparèixer en innombrables companyies regionals. Des del 1971 fins al 1981, es va distingir com a directora d'escena amb Arbit Blatas, el pintor i escultor nascut a Lituània, com a dissenyador. Carmen (Hamburg; que es va convertir en la pel·lícula El somni i el destí), Falstaff (Venècia, Varsòvia, Madrid, Lisboa), La reina de piques (Vancouver, Sydney), The Medium i l'ós (Lisboa), Elektra (Venècia, Estrasburg), Lisboa) i Salomé (Lisboa, Graz)
El 1987, Resnik va fer una transició al teatre musical nord-americà com a actriu cantant. La seva senyora Schneider a Cabaret a Broadway li va valer una nominació al Tony i la seva Mme. Armfeldt (A Little Night Music) al "Lincoln Center" li va portar una nominació a Drama Desk el 1991.
Resnik va morir als 90 anys d'un ictus a Manhattan.

## Carrera docent
Resnik va ser professora de classes magistrals a la Metropolitan Opera durant deu anys, al Mozarteum (Salzburg), a la Canadian Opera Company (Toronto), a l'Òpera de San Francisco, a l'Opera Studio de l'Opéra Bastille de París, al Curtis Institute of Music i al Escola Juilliard. Va ser professora resident al Departament d'Òpera del "Mannes College of Music", i va ser la responsable de la preparació de La bohème, La flauta màgica, Don Giovanni, Il tabarro, Gianni Schicchi, Les noces de Fígaro i Dialogues des Carmélites. A Itàlia, va ser Mestra d'Estudis Vocals al Master Campus Ca' Zenobio [it] de Treviso, i Directora Musical d'Eurobottega, un programa únic per a joves cantants de la Unió Europea, amb seu a Venècia i Treviso. La ja coneguda sèrie de concerts "Regina Resnik Presents" s'ha convertit en part de l'escena musical nord-americana. La seva producció més recent ha estat un retrat important en tres parts de l'experiència musical jueva, titulat "Colors de la diàspora". Concebut pel seu fill, Michael Philip Davis, i dirigit per Resnik, aquest "caleidescopi de la cançó clàssica jueva" va comptar amb Resnik com a narradora i s'ha televisat i mostrat a CUNY TV; els tres concerts també es van publicar en DVD el setembre de 2011 per vaimusic.com (VAI 4540).

## Premis i honors
Les celebracions de la seva carrera van començar a la ciutat de Nova York quan es va proclamar el "Dia de Regina Resnik". Va rebre el premi Lawrence Tibbett de l'"American Guild of Musical Artists" i un homenatge especial del Lincoln Center. La ciutat de Venècia va homenatjar el seu 50è aniversari en un acte especial. El 60è aniversari de la seva carrera va ser celebrat pel Metropolitan Opera Guild al Lincoln Center de Nova York.
Hunter College la va investir amb un Doctorat Honoris Causa en Lletres Humanes i, el 2007, el Conservatori de Nova Anglaterra la va honorar amb un Doctorat en Música. Va exercir com a patrona de la Fundació Hunter i com a membre del jurat dels Premis Peabody per a Ràdio i Televisió. També va ser membre del Consell d'Administració del Gremi de l'Òpera Metropolitana i del Consell d'Assessors de CUNY TV.

## Discografia referencial
- Barber: Vanessa / Dimitris Mitrópoulos
- Bizet: Carmen / Schippers
- J. Strauss: Die Fledermaus / Karajan
- R. Strauss: Elektra / Georg Solti
- Tchaikovsky: Piqui Dame / Mstislav Rostropóvitx
- Verdi: Un Ballo In Maschera / Bartoletti
- Wagner: Der Ring des Nibelungen - Bayreuth 1953 / Josef Keilberth
- Wagner: Der Ring des Nibelungen / Clemens Krauss, Bayreuth Festival 1953
- Wagner: Tristan Und Isolde / Solti
- Vocal Masterworks - Regina Resnik - Song Recital
- Regina Resnik - Dramatic Scenes & Arias